# ʁ
Cette page contient des caractères spéciaux ou non latins. S’ils s’affichent mal (▯, ?, etc.), consultez la page d’aide Unicode.
ʁ, appelé petite capitale R renversé, est une lettre additionnelle de l’écriture latine qui est utilisée dans l’alphabet phonétique international.

## Utilisation
Dans l’alphabet phonétique international, [ʁ] représente une consonne fricative uvulaire voisée. Elle est déjà présente dans le tableau de l’API en 1900.
Certains auteurs utilisent la petite capitale r culbuté ‹ ᴚ › comme variante pour représenter cette même consonne.

## Représentations informatiques
La petite capitale R renversé peut être représentée avec les caractères Unicode (Alphabet phonétique international) suivants :
| formes    | représentations | chaînes de caractères | points de code | descriptions                                       |
| --------- | --------------- | --------------------- | -------------- | -------------------------------------------------- |
| minuscule | ʁ               | ʁ                     | U+0281         | lettre minuscule latine petite capitale r renversé |